# ’s-Gravendeel
’s-Gravendeel (Ausspracheⓘ) ist ein Ort und eine ehemalige Gemeinde in der niederländischen Provinz Südholland. Die Gemeinde erstreckte sich über eine Fläche von 20,69 Quadratkilometern. Am 1. Januar 2007 wurde sie mit der Gemeinde Binnenmaas (seit 2019 Teil der Gemeinde Hoeksche Waard) zusammengelegt. Heute zählt der Ort 9.195 Einwohner.
’s-Gravendeel liegt im Osten der Hoekschen Waard am Dordtse Kil und ist über den Kiltunnel mit der Stadt Dordrecht verbunden. Das Dorf wurde im Jahre 1593 in der Ostecke des damals gerade neu eingedeichten Polders Nieuw-Bonaventura gegründet. Heute gehören noch die Dörfer De Wacht und Schenkeldijk zur Gemeinde.
Die Einwohner von ’s-Gravendeel werden oft abfällig als Seuter, also als in Schweineschmalz gebackene Kartoffeln, bezeichnet.

## Religion
Auf dem Gemeindegebiet von ’s-Gravendeel befinden sich fünf Kirchen, von denen das Gebäude der niederländisch-reformierten Kirche auffällt. Sie steht direkt in der Dorfmitte und wird zur Hälfte von einem kleinen wassergefüllten Graben umgeben. Der Ort, an dem diese Kirche steht, wird oft als De Heul bezeichnet. Diese reformierte Gemeinde gehört ebenso wie die der reformierten Begegnungskirche am Leinenacker zur Protestantischen Kirche der Niederlande. Weiterhin findet man Kirchengebäude der christlich-reformierten Kirche, der Reformierten Gemeinde in den Niederlanden und der Alten Reformierten Gemeinde.

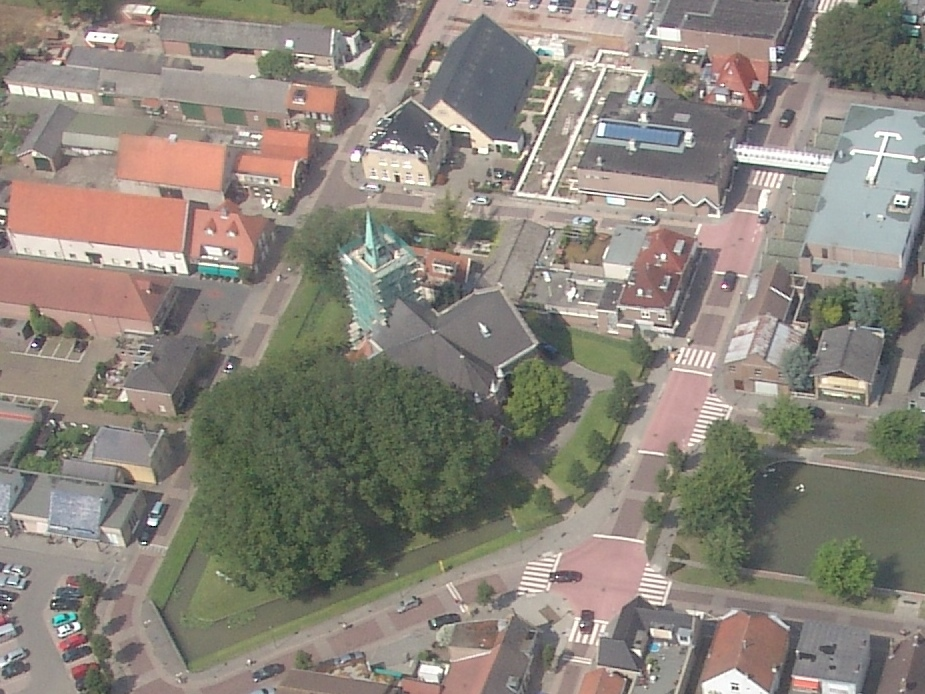
Ortszentrum mit Reformierter Kirche

## Bildung
In ’s-Gravendeel gibt es neben zwei öffentlichen Grundschulen noch eine protestantisch-christliche Schule sowie eine für Einwanderer und Asylbewerber bestimmte Schule. Letztere trägt den Namen Het Mozaïek.

## Industrie und Einzelhandel
Die meisten Einzelhandelsgeschäfte befinden sich im Dorfzentrum rund um die Kirche. Es gibt unter anderem zwei Supermärkte und ein größeres Modegeschäft.
Das Industriegebiet von ’s-Gravendeel, Mijlpolder liegt im Norden des Ortes. Hier hatte bis Anfang 2004 der Autohersteller Vandenbrink Produktionsstätten.
Im Hafen von ’s-Gravendeel betreibt die Scheepssloperij Nederland B.V. eine Abbruchwerft.
Das Maschinenbauunternehmen Viscon Group hat seinen Sitz in  ’s-Gravendeel.

## Verkehr
’s-Gravendeel liegt an der N217, der in östlicher Richtung durch den Kiltunnel führt und schließlich auf die A16 und die N3, die Umgehungsstraße von Dordrecht, trifft. Im Nordwesten stellt die N217 die Verbindung mit der A29 und dem Norden der Hoekschen Waard her.
Der Ort wird von den Arriva-Buslinien 165, 166, 176, 266, 268, 668 und 864 angefahren.

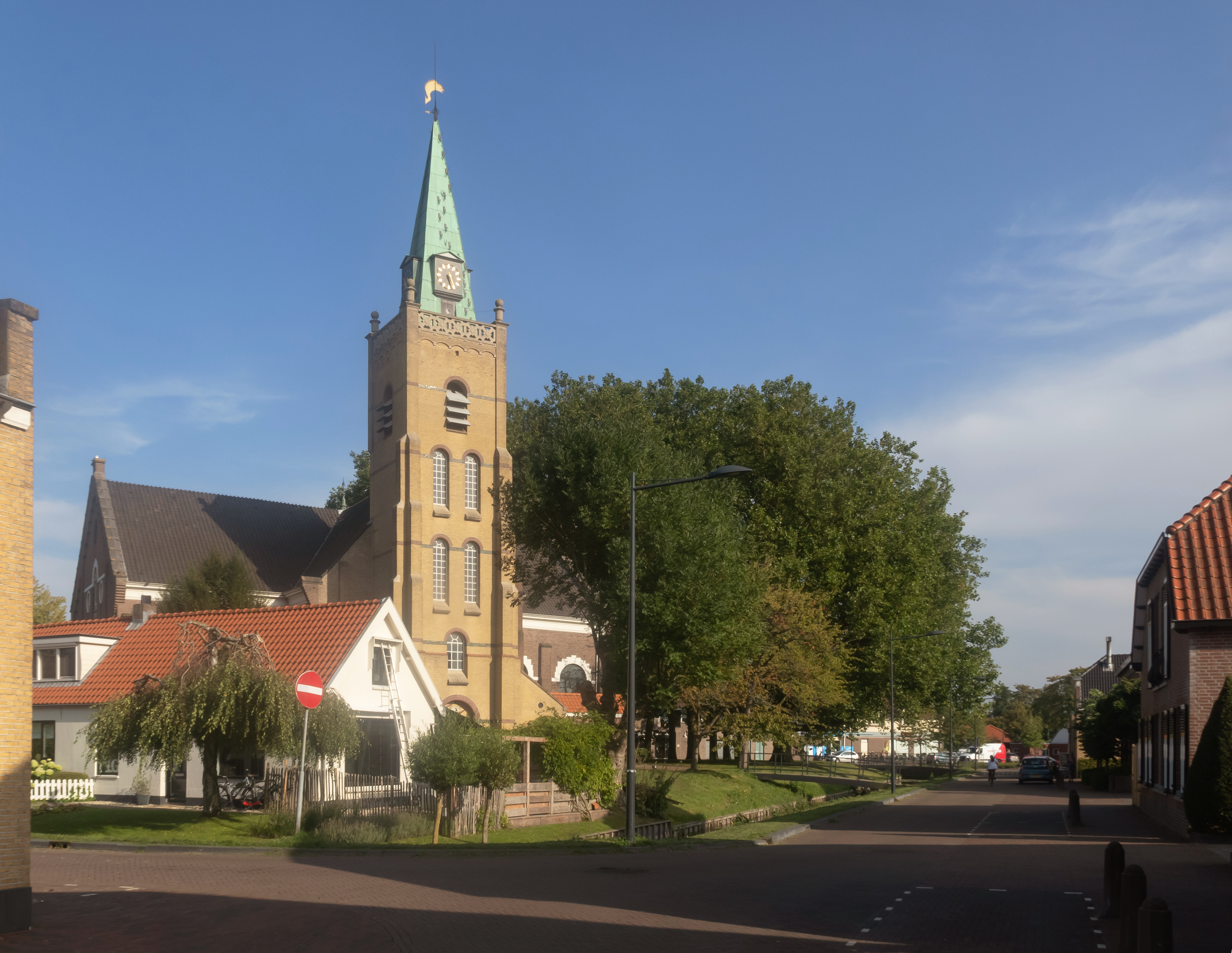
's Gravendeel, die reformierte Kirche
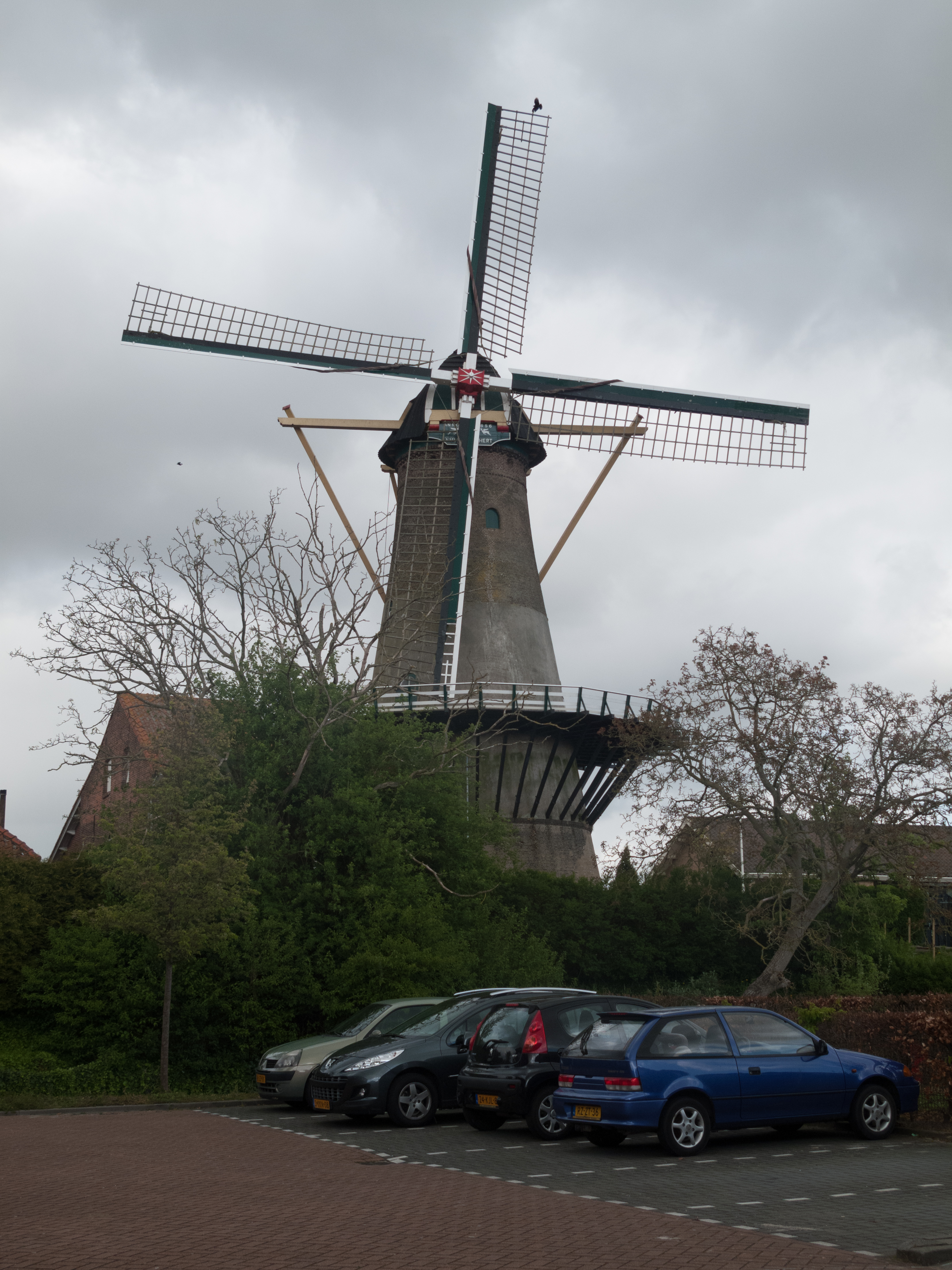
Mühle: korenmolen het Vliegend Hert

## Politik

### Sitzverteilung im Gemeinderat
| Partei | Sitze | Sitze | Sitze | Sitze |
| Partei | 1990  | 1994  | 1998  | 2002  |
| ------ | ----- | ----- | ----- | ----- |
| PvdA   | 6     | 4     | 4     | 5     |
| CDA    | 4     | 3     | 3     | 3     |
| VVD    | 2     | 2     | 2     | 2     |
| SGP    | 1     | 2     | 2     | 2     |
| D66    | —     | 2     | 2     | 1     |
| Gesamt | 13    | 13    | 13    | 13    |